# Przepływ niestacjonarny
Przepływ niestacjonarny (ang. unsteady flow) - ruch płynu, w którym co najmniej jedna składowa wektora prędkości płynu jest funkcją czasu. Inaczej mówiąc jest to ruch płynu zmieniający się w czasie. 
W starszej polskiej literaturze naukowej przepływ niestacjonarny określano też mianem przepływ nieustalony. 
Przeciwieństwem przepływu niestacjonarnego jest przepływ stacjonarny. 
W przepływie niestacjonarnym cząstki płynu nie poruszają się po liniach prądu, lecz linie prądu są zawsze styczne do trajektorii cząstek płynu. 
Przepływy niestacjonarne występują obok przepływów stacjonarnych w laminarnych ruchach płynów. Natomiast przepływ turbulentny jest z definicji zawsze niestacjonarny.